# Teatro Odeon (Amán)

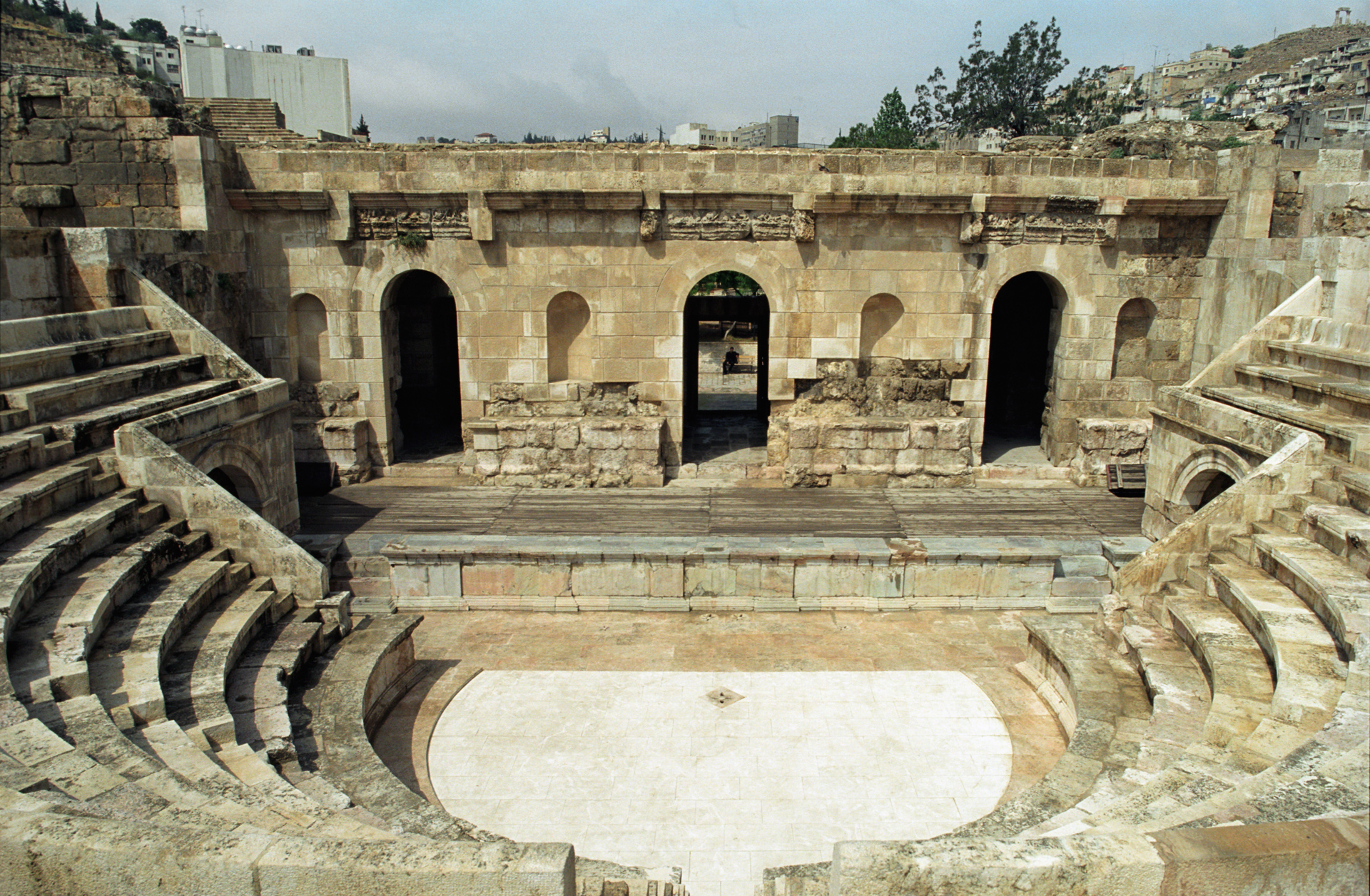
Teatro Odeon en Amán

El Teatro Odeon es un pequeño teatro de 500 asientos en Amán, Jordania. Ubicado cerca del Teatro Romano, El edificio es un odeón romano, construido en el siglo II d. C..
Los arqueólogos han especulado que lo más probable es que en la antigüedad, el Odeon estuviera cerrado por un techo de madera temporal que protegía a la audiencia del clima.
El Odeon se utiliza actualmente para conciertos.